# 부산 마하사 영산회상도
부산 마하사 영산회상도(釜山 摩訶寺 靈山會上圖)는 부산광역시 연제구에 있는 조선시대의 불화이다. 2003년 9월 16일 부산광역시의 문화재자료 제15호로 지정되었다.

## 개요
마하사에 보존되어 있는 그림으로, 석가가 영취산에서 설법하는 모습을 그린 영산회상도이다.
이 영산회상도는 면 바탕에 채색하여 그려진 것으로, 화면은 중앙에 석가여래상이 연꽃무늬 대좌 위에 결가부좌하고, 그 전면 좌우측에는 문수·보현보살이 안쪽을 향한 모습으로 연꽃무늬 대좌 위에 반가좌하고 있으며, 그 위쪽으로 사천왕상과 관음·세지보살, 그리고 아난·가섭상을 비롯한 제자상이 본존을 에워싸고 있다.
본존의 육신부는 황색을 바르고 먹선의 하묘선 위에 붉은색 선으로 윤곽선을 처리하였다. 머리 부분은 입자가 거친 군청안료를 바르고 윤곽선은 녹청으로 융기되게 표현하였다. 눈썹·수염 역시 녹청을 그어 약간 솟아오르게 표현하였고, 입술은 밝은 붉은색이다. 가사는 붉은색 바탕에 황백색을 바르고 그 위에 꽃무늬를 삽입한 이중 원형 문양을 흩뜨려 장식하고 있다. 본존의 광배는 녹청색의 머리 광배와 물결무늬로 장식되어 있는 몸 광배로 구성되어 있고, 각각 외곽의 주위에는 붉은색·군청·백색 등으로 테두리선을 두르고 있다.
보살상의 표현 역시 본존과 거의 유사하다. 나한상들과 사천왕상의 얼굴 부분은 백색·분홍색(주구) 등으로 표현하고, 육신선과 주름선은 붉은색으로 바림하여 주름진 육신 세부를 입체적으로 표현하였다. 보살·사천왕상의 보관 구슬장식 표현은 호분을 두껍게 바르고 녹청안료를 칠하여 매우 양감있게 표현하였다. 보살의 보관과 사천왕상의 보관은 일부 금색을 사용하였고, 사천왕의 지물 중 용의 표현은 호분을 두텁게 발라 두드러지게 표현하고 단색으로 처리하였다.
화면 아랫부분 좌우 양쪽에 있는 기록에 의하면 이 영산회상도는 광무 10년, 즉 1906년 조성된 것임을 알 수 있다.
마하사 영산회상도는 조선후기 부산·경남지역의 불교미술 양식과 계보를 살필 수 있는 자료적 가치가 있다.

## 참고 자료
- 부산 마하사 영산회상도 - 국가유산청 국가유산포털